# Introduzione del culto di Cibele a Roma
L'Introduzione del culto di Cibele a Roma è un dipinto tempera a colla su tela (73,5 × 268 cm) di Andrea Mantegna, datato al 1505-1506 e conservato nella National Gallery di Londra. Fa probabilmente della stessa serie con la Continenza di Scipione di Giovanni Bellini.

## Storia
Il dipinto venne commissionato nel 1505 dal cardinale Marco Cornaro per lo studiolo del fratello Francesco, patrizio veneziano. Il soggetto venne scelto per celebrare la gens Cornelia, da cui i Cornaro dicevano di discendere: lo stesso cardinale si firmò come "Marcus Cardinalis Cornelius" nella lettera in cui chiedeva a Francesco II Gonzaga di ricorrere al suo pittore di corte.

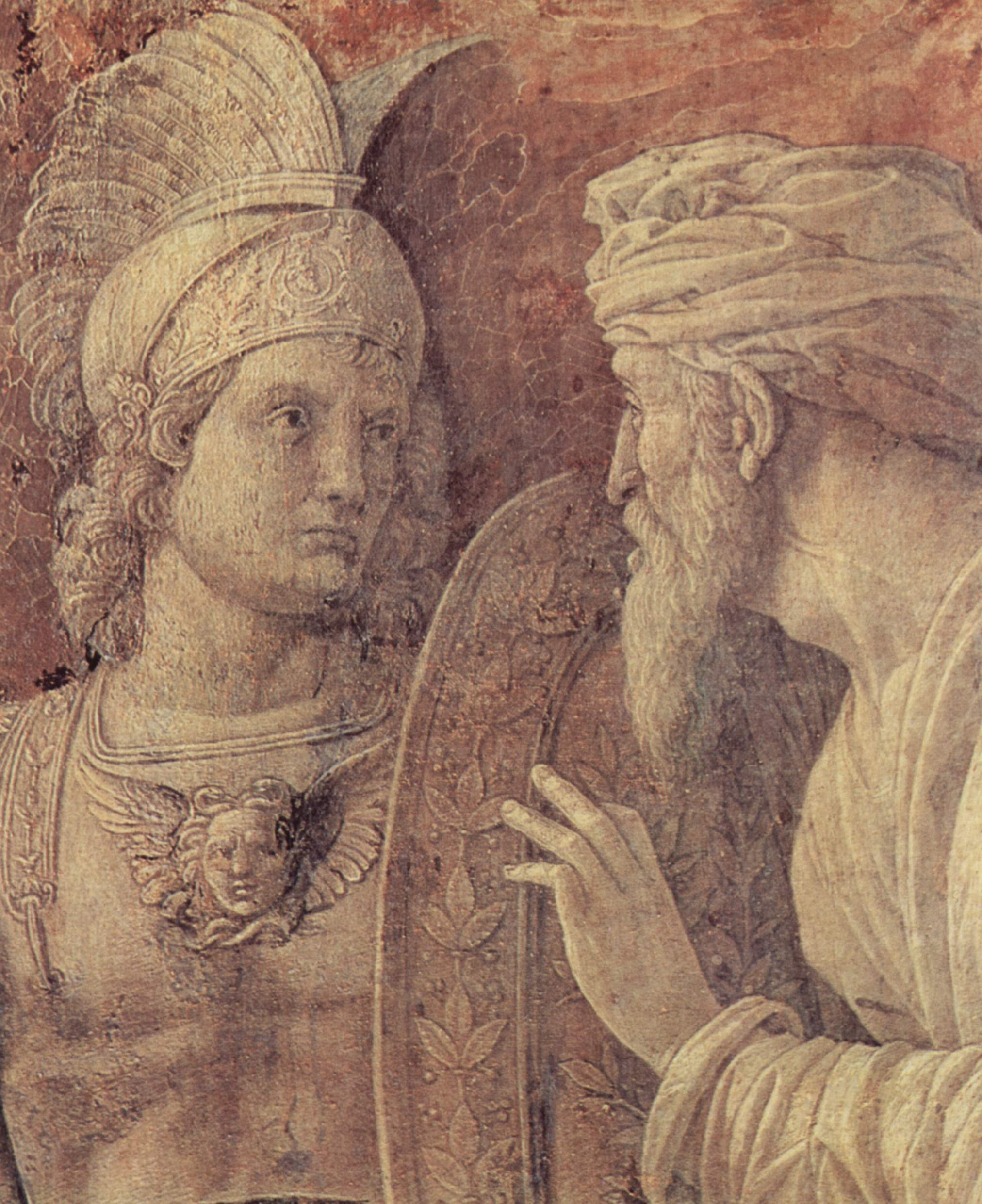
Dettaglio

La produzione di Mantegna dopo il 1495 circa presenta numerose opere a monocromo, che si riallacciavano alla scultura contemporanea ed erano saggi di illusionismo altamente apprezzati dalla corte mantovana, soprattutto, pare, da Isabella d'Este.
Nel 1505 una lettera di Pietro Bembo a Isabella Gonzaga informa di dissensi circa il pagamento tra artista e committente, a causa dei quali il monocromo era stato consegnato al Cornaro, ma giunse alla famiglia solo in un secondo momento. Alla morte dell'artista (1506), si trovava ancora nella bottega dell'artista, segno che la controversia non era stata risolta e il ciclo interrotto. L'opera infatti è citata nell'inventario della bottega di Mantegna dopo la sua scomparsa, ed è indicata come "principiata", cioè avviata e non finita. Non sappiamo chi si occupò del completamento, se lo stesso Francesco, figlio di Andrea Mantegna, o un altro pittore, magari Giovanni Bellini che eseguì anche il pendant per lo studiolo della Continenza di Scipione (Washington, National Gallery of Art), mentre altre due tele previste non vennero mai eseguite. Come altre opere situate nella bottega dopo la morte del maestro, anche la lunga tela fu acquistata dal cardinale Sigismondo Gonzaga, che lo consegnò nel 1507 al legittimo committente, Francesco Cornaro.
Roberto Longhi in maniera orale, citato da Garavaglia, suggerì che la tavola potesse essere corredata delle due opere a monocromo più piccole ma di uguale altezza di Sofonisba e Tuccia, ma oltre a mancare riscontri documentari c'è la differenza di supporto (tela la prima, tavola le seconde) a rendere l'ipotesi improbabile.

## Descrizione e stile
La tela si basa su un episodio della seconda guerra punica. Publio Cornelio Scipione, noto come Scipione l'Africano, vincitore di Annibale in Africa, dopo la consultazione dei libri sibillini, decise di portare il simulacro della dea Cibele, madre degli dei, dal monte Ida, presso Pergamo, a Roma. Il Senato inviò allora suo cugino Scipione Nasica, ritenuto il romano più degno, come richiesto dall'oracolo di Delfi, ad accogliere il simulacro divino, ma la nave che lo trasportava si incagliò nelle secche del Tevere. Per disincagliarla intervenne la vestale Claudia Quinta, che dimostrò così con l'evento prodigioso (un'ordalia) anche la propria verginità. L'intero episodio viene narrato da diverse fonti antiche, tra cui Livio, Ovidio e Appiano.
L'opera di Mantegna si ispira nella composizione ai bassorilievi sui sarcofagi romani, ricreata a monocromo su uno sfondo che riproduce due lastre di marmi screziati. La portantina con simulacro di Cibele è mostrata nel suo arrivo a Roma, accolta dalla cittadinza. Da sinistra si vedono due tombe a piramide tronca con iscrizioni sulla sommità che ricordano il fratelli Gneo Cornelio Scipione e Publio Cornelio Scipione, padri rispettivamente del Nasica e dell'Africano. 

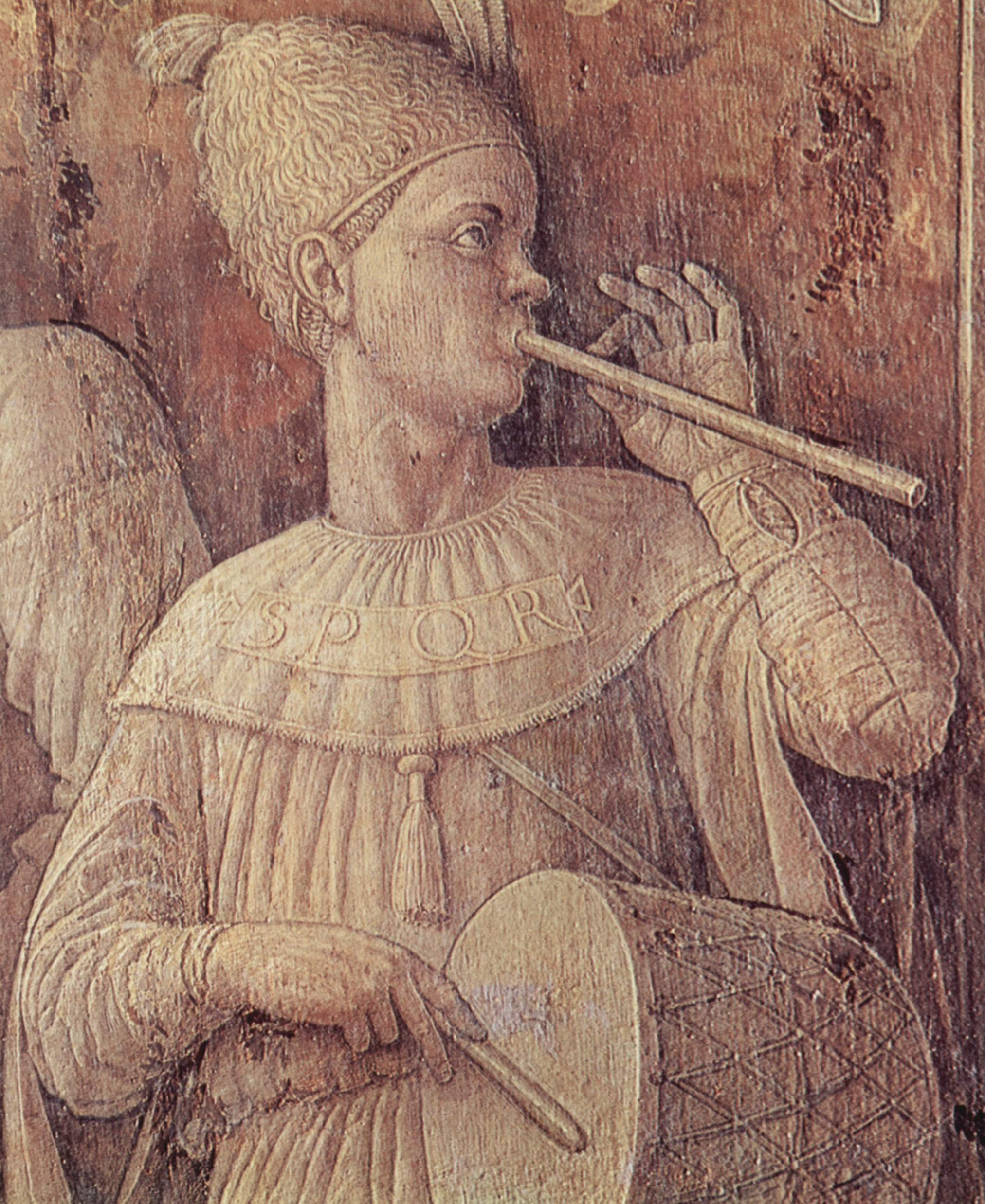
Dettaglio

La portantina è retta da quattro inservienti abbigliati con abiti esotici: quelli davanti sono dei mori con turbante, quelli dietro sono barbuti e indossano un cappello che ricorda una tiara. Uno di loro tiene in mano un ramo di alloro, usato nelle processioni trionfali, come ne regge anche il giovane inserviente che viaggia sulla portantina accanto al busto della dea. Il busto di Cibele ha il capo cinto dalla corona turrita e viaggia su un prezioso tappeto, disegnato con un motivo che imita il rilievo con grande virtuosismo. Davanti alla statua si trova una sfera, simbolo di universalità, e dietro una fiaccola rituale.
Davanti al simulacro un gruppo di dignitari indica un giovane nell'atto di inginocchiarsi, rappresentato con un'illuminazione più incisiva che lo fa risaltare: si tratta infatti del protagonista della scena, Scipione Nasica, le cui parole di ospitalità verso la divinità originaria della Frigia sono riportate sotto di lui sul basamento grigio. Il senatore che lo indica è probabilmente l'Africano, che parla con un uomo paffuto, forse il console Licinio Crasso, suo collega nel consolato.
A destra una scalinata simula il punto di arrivo del corteo, un tempio dove la dea troverà dimora e da cui sta uscendo un trombicino, mentre un pastore col cappello frigio sta suonando il flauto e il tamburo.